# Carex caeligena
Espèce
Classification phylogénétique
Carex caeligena est une espèce de plantes du genre Carex et de la famille des Cyperaceae.